# الحدود الجزائرية الموريتانية

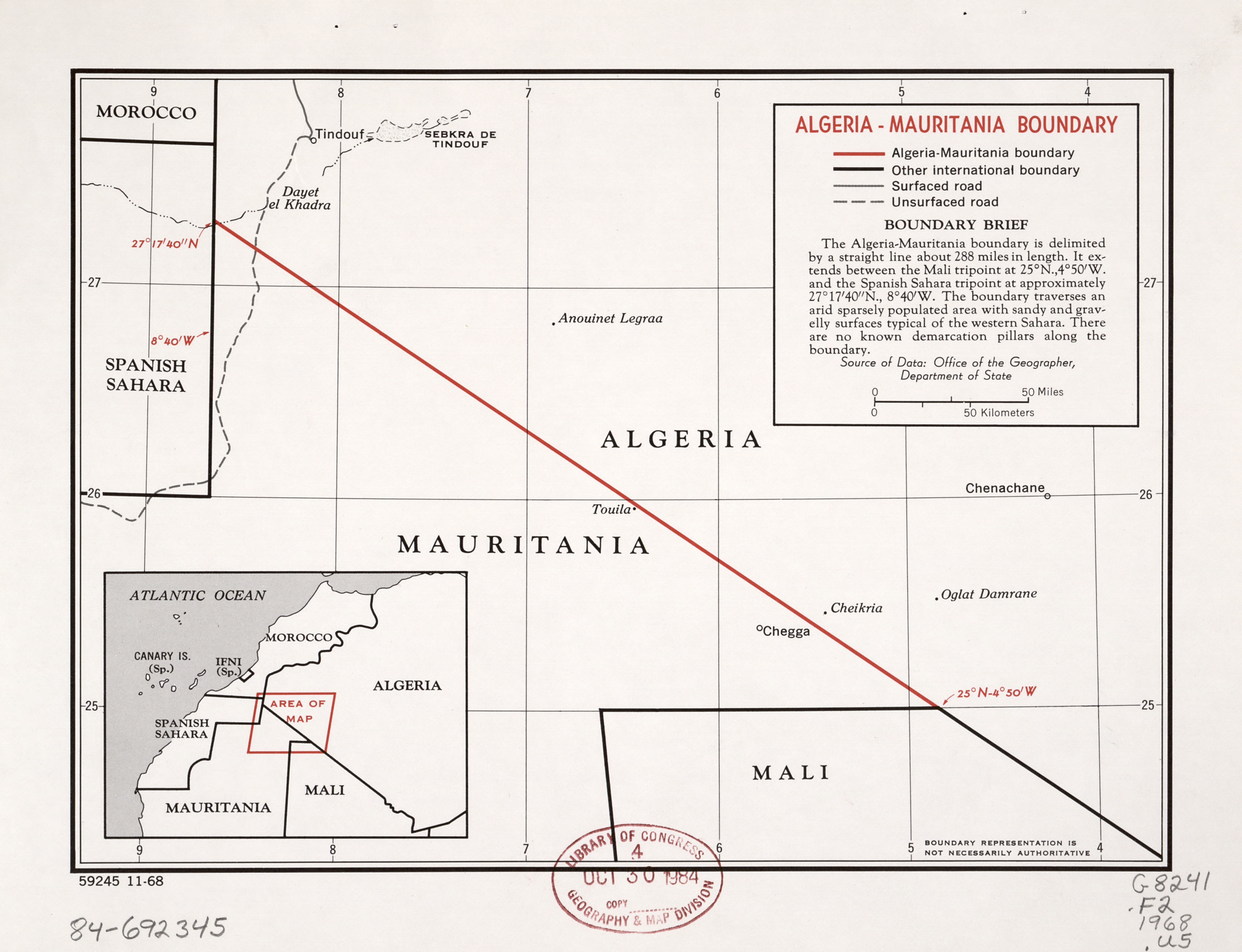
خريط تظهر الحدود بين الجزائر وموريتانيا

الحدود الجزائرية الموريتانية هي حدود طويلة تبلغ 460 كم، تبدأ الحدود من نقطة ثلاثية تجمع بين كل من الجزائر والمغرب وموريتانيا امتدادا بخط مستقيم بطول يقدر بـ 460 كم إلى غاية نقطة ثلاثية أخرى تجمع بين الجزائر وموريتانيا ومالي.

## المعابر الحدودية
يربط بين موريتانيا والجزائر معبر رسمي وحيد وهو معبر مصطفى بن بولعيد.